# Фридрих Крафт фон Йотинген-Валерщайн
Фридрих Крафт Хайнрих Франц Александер Юдас Тадеус Нотгер Вилхелм Филип Лудвиг Алберт фон Йотинген-Валерщайн (на немски: Friedrich Craft Heinrich Franz Alexander Judas Thadaeus Notger Wilhelm Philipp Ludwig Albert Fürst zu Oettingen-Oettingen und Oettingen-Wallerstein 3.Fürst und Herr zu Oettingen-Oettingen und Oettingen-Wallerstein; * 16 октомври 1793, Валерщайн; † 5 ноември 1842, Валерщайн) е 3. княз и господар на Йотинген-Йотинген и Йотинген-Валерщайн.

## Биография
Той е третият син на 1. имперски княз Крафт Ернст фон Йотинген-Валерщайн (1748 – 1802) и втората му съпруга херцогиня Вилхелмина Фридерика Елизабет фон Вюртемберг (1764 – 1817), дъщеря на херцог Лудвиг Евгений Йохан фон Вюртемберг (1731 – 1795) и София Албертина фон Байхлинген (1728 – 1807).
По-малък брат е на Лудвиг фон Йотинген-Валерщайн (1791 – 1870), княз на Йотинген-Йотинген и Йотинген-Валерщайн, баварски министър на вътрешните работи (1832 – 1837) и външен министър (1847/1848). Брат му Лудвиг фон Йотинген-Валерщайн се отказва от правата си като княз през 1823 г. за сметка на Фридрих Крафт.
През 1836 г. Фридрих Крафт фон Йотинген-Валерщайн става рицар на австрийския Орден на Златното руно.
Той умира на 49 години на 5 ноември 1842 г. във Валерщайн.

## Фамилия
Първи брак: на 15 май 1827 г. във Виена с ландграфиня Мария София фон Фюрстенберг-Вайтра (* 28 август 1804, Виена; † 4 февруари 1829, Прага), дъщеря на ландграф Фридрих Карл фон Фюрстенберг-Вайтра (1774 – 1856) и принцеса Мария Тереза Елеонора Шарлота Валбурга фон Шварценберг (1780 – 1870). Тя умира малко след раждането на 24 години. Те имат една дъщеря:
- СофияТереза Вилхелмина Матилда (* 6 януари 1829, Валерщайн; † 27 април 1897, Виена), омъжена на 30 май 1847 г. в Прага за Георг Йохан Хайнрих де Лонгуевал, граф фон Буквой (* 2 август 1814, Ротенхауз, Бохемия; † 2 септември 1882, Баден-Баден)

Втори брак: на 8 септември 1830 г. в Баден при Виена за графиня Мария Анна фон и цу Траутмансдорф-Вайнсберг (* 9 юли 1806, Виена; † 12 ноември 1885, Прага), дъщеря на 2. княз Йохан фон Траутмансдорф-Вайнсберг (1780 – 1834) и ландграфиня Елизабет фон Фюрстенберг-Вайтра (1784 – 1865). Те имат пет деца:
- Каролина Вилхелмина Мария Анна София (* 21 септември 1831, Валерщайн; † 2 септември 1898, Брегенц), омъжена на 7 юни 1854 г. в Прага за граф Карл Ракцин-Ракцински († 13 март 1899, Краков)
- Габриела Мария Анна Вилхелмина Тереза (* 31 януари 1833, Прага; † 15 април 1913, Прага), неомъжена
- Вилхелмина Мария Анна София Тереза (* 30 декември 1833, Прага, Бохемия; † 18 декември 1910, Прага), омъжена на 5 март 1853 г. в Прага за 3. княз Карл Йозеф Адолф фон Шварценберг (* 5 юли 1824, Прага; † 29 март 1904, Прага)
- Мария Анна Тереза Вилхелмина Агата (* 1 февруари 1839, Валерщайн; † 23 декември 1912, Козвиг), омъжена на 21 април 1857 г. в Прага за 9. княз Мориц фон Лобковиц, херцог на Раудниц (* 2 юни 1831, Инцерсдорф; † 4 февруари 1903, Раудниц)
- Карл Фридрих Крафт Ернст Нотгер фон Йотинген-Валерщайн (* 16 септември 1840, Валерщайн; † 22 декември 1905, замък Петрохрад у Лоун/Петерсбург, Бохемия), 4. княз и господар на Йотинген-Йотинген и Йотинген-Валерщайн, 1892 г. рицар на Ордена на Златното руно, женен на 19 август 1867 г. в Прага за графиня Ернестина Чернин Фон Худениц (* 13 ноември 1848, замък Петрохрад у Лоун; † 22 юни 1908, Виена)